# Per Rosencrantz
Per Anders Rosencrantz, tidigare Nilsson, född 30 november 1982 i Sandviken, är en svensk opinionsanalytiker, politiker och politisk tjänsteman som varit bland annat kommunikationschef för Moderaterna. Han var huvudsekreterare för Moderaternas eftervalsanalys 2022 och är kommunpolitiker i Stockholm.
Rosencrantz är uppvuxen i Ockelbo och har tidigare drivit en blogg om klassiskt herrmode, Manligheter.se.
Han är gift med EU-minister Jessica Rosencrantz.